# Nakadžima C3N
Nakadžima C3N (japonsky: 九七式艦上偵察機, Kjúnana šiki kandžó teisacuki; Palubní průzkumný letoun Typ 97) byl jednomotorový palubní průzkumný letoun japonského císařského námořního letectva.
Třímístný letoun měl koncepci celokovového dolnoplošníku s pevným podvozkem. Vznikl v reakci na zveřejnění podmínek 10-Ši jako vývoj projektu armádního lehkého bombardéru Nakadžima Ki-31  a byl vyvíjen paralelně s bombardovacím typem Nakadžima B5N. Od B5N se nakonec odlišoval hlavně pevným kapotovaným podvozkem a redukovanou plochou křídla.
První let prototypu proběhl v říjnu 1936. Oba prototypy na přelomu let 1937 a 1938 zkoušela 12. kókútai na letišti Kunda, poblíž Šanghaje v Číně. Nikdy se nedostal do sériové výroby a byly postaveny pouze 2 prototypy. Místo něj byl pro sériovou výrobu vybrán typ Nakadžima B5N.

## Specifikace

### Technické údaje
- Osádka: 3
- Rozpětí: 13,95 m
- Délka: 10 m
- Výška: 3 m
- Hmotnost prázdného letounu: 1805 kg
- Vzletová hmotnost: 3000 kg
- Pohonná jednotka: 1 × hvězdicový devítiválec Nakadžima Hikari II
- Výkon pohonné jednotky: 750–840 hp

### Výkony
- Nejvyšší rychlost: 386 km/h (240 mph)
- Dostup: 6700 m
- Dolet: 2280 km

### Výzbroj
- 2 × 7,7mm kulomet (1 pevný, 1 pohyblivý).[3]